# Коробов, Владимир Иванович
Влади́мир Ива́нович Ко́робов (19 января 1949 г, Сокол, Вологодская область, СССР — 26 декабря 1997 г., Москва, Российская Федерация) — советский писатель, литературный критик.

## Биография
- В 1975 году окончил факультет журналистики Московского полиграфического института по специальности редактор массовой литературы.
- В 1973 году вступил в Союз журналистов, в 1978 году — в Союз писателей (1984—1993 — член правления СП РСФСР).
- С 1974 по 1978 год работал зав. отделом критики журнала «Наш современник», с 1984 по 1986 год являлся первым заместителем главного редактора того же журнала.
- С 1991 по 1994 год — заместитель главного редактора семейного журнала «Очаг» и детской сказочной газеты «Жили-были».
- С 1994 по 1997 год — обозреватель газеты «Москвичка» (рубрика «Житейский философ»).

### Семья
Женат, имеет дочь

## Награды
Лауреат премии имени Ленинского комсомола 1985 года (за книги: Василий Шукшин. М., 1984. 286 с.; Юрий Бондарев: Страницы жизни, страницы творчества. М., 1984. 368 с.)

## Публикации о Коробове В.И
1. Курбатов В. Я. «Не сберегли…» //Владимир Коробов. Василий Шукшин: Вещее слово / 2-е изд. — М.: Молодая гвардия, 2009. С. 5 — 18
2. Коробова А. В. Послесловие к прожитому //Коробов В. И. Василий Шукшин: Вещее слово— М.: Молодая гвардия, 1999. С. 372—378
3. Кудрявцева (Коробова) А. В. Быстрая жизнь //Коробов В. И. (Вальехо Хуан Кордес) Дикая роза — семь лет спустя. Издательские решения, 2016. С. 339—343.
4. Бауман Е. Новая книга о В. М. Шукшине. Эффект присутствия. // Советский экран, М., 1986, № 10. С.17.
5. Боровиков С. Первая книга о Шукшине. Рец. на кн.: Коробов Вл. Василий Шукшин: Творчество. Личность. М., 1977. // Журнал «Волга», Саратов, 1979, № 1. С.163-165.
6. Быков Л. Постижение сложной ясности. Рец. на кн.: Коробов В. И. Юрий Бондарев. Страницы жизни, страницы творчества. М., Современник, 1984. // Литературное обозрение, М., 1985, № 6. С.24-29.
7. Гусакова Т. Семеро из созвездия лауреатов. // Журнал «Дружба», 1986, № 4, июль-август (на рус. и болг. яз.). С. 127.
8. Дементьев В. Из глубин жизни (О молодой советской критике, о книгах Вл. Коробова, Николая Мошовца и др.). // Советская Россия, М., 1979, 14 ноября. С. 4.
9. Дементьев В. «Поделюсь одной мыслью…» Рец. на кн.: Коробов В. И. Василий Шукшин: Творчество. Личность. М., 1977. // Литературная Россия, М., 1978, 25 августа. С. 6.
10. Иванов Д. Три портрета. Рец. на кн. Коробов В. И. Василий Шукшин: Творчество. Личность. М., 1977. // Журнал «Огонек», М., 1978, № 42. С.18-19.
11. Идашкин Ю. Пристрастно и взволнованно (О книге В. И. Коробова «Юрий Бондарев. Страницы жизни, страницы творчества». М., Современник, 1984.) // Литературная Россия, М., 1984, № 25, 22 июня. С. 14.
12. Калугин В. Прозаики России. <о книгах из серии "Писатели Советской России> // Литература в школе. М., 1979, № 6. С. 59-62.
13. Кин С. А. Перед лицом сурового времени. Рец. на кн.: Коробов В. И. Юрий Бондарев: Страницы жизни, страницы творчества. М., 1984. // Литература в школе, М., 1984, № 5. С.65-67.
14. Кольцов В. Рец. на кн.: Коробов В.И. С.Викулов: Литературный портрет. М., Советская Россия, 1980. // Журнал «Дон», 1981, № 12. С. 181—182.
15. Кречетов В. Жизненность и убедительность. Рец. на кн.: Коробов В. И. Сергей Викулов. М., 1980. // Молодая гвардия, М., 1981, № 9. С.319-320.
16. Ларионов А. Судьбы и книги. (Литературный портрет литературоведа и критика Вл. Ив. Коробова) // Советская Россия, М., 1984, 22 ноября. С.3.
17. Мансурова А. Лирический монолог о Ю.Бондареве. Рец. на кн.: Коробов В. И. Юрий Бондарев: Страницы жизни, страницы творчества. М., 1984. // В мире книг, М., 1984, № 11. С. 83-84.
18. Премия «Смены» за 1977 г. <с фото>// Журнал «Смена», М., 1977, № 24. С.32.
19. Сахаров А. Н. О конкурсе на лучшую книгу молодого автора. // Журнал «В мире книг», М., 1979, № 2. С.59.
20. Степанян К. Портрет на фоне судьбы (О трех монографиях: Иванова Н. Проза Ю. Трифонова. М., Советский писатель, 1984; Коробов В. И. Юрий Бондарев. Страницы жизни, страницы творчества. М., Современник, 1984; Нуйкин А. Зрелость художника: Очерки творчества С.Залыгина. М., Советский писатель, 1984) // Литературная газета, М., 1984, № 48, 27 ноября. С.5.
21. Тюрин Ю. Родной земли целительная сила. // Журнал «Москва», М., 1979, № 7. С.214-220.